# Wolfram Steude
Wolfram Steude (* 20. September 1931 in Plauen; † 9. März 2006 in Dresden) war ein deutscher Musikwissenschaftler und Musiker.

## Leben
Steude ist der Enkel des Dresdner Architekten Martin Pietzsch. Er absolvierte die Dresdner Kreuzschule und war zwei Jahre Kruzianer unter Rudolf Mauersberger. Er studierte am Kirchenmusikalischen Institut der Hochschule für Musik „Felix Mendelssohn Bartholdy“ in Leipzig Kirchenmusik und Orgel und an der Kirchenmusikschule der Ev.-Luth. Landeskirche Sachsens in Dresden. Danach studierte er bis 1958 Musik- und Kunstwissenschaft. Bei Rudolf Eller promovierte er 1973 in Rostock.
Seit 1955 war er als hauptamtlicher Kantor zunächst in Leipzig und später bis 1976 in Dresden-Loschwitz tätig. Im Zeitraum 1961 bis 1981 war Steude zunächst frei-, dann hauptberuflich in der Musikabteilung der Sächsischen Landesbibliothek Dresden tätig. 1985 war er – neben Ingeborg Stein – für die Heinrich-Schütz-Ehrung der DDR mitverantwortlich und wurde dafür mit dem Nationalpreis geehrt. Bis 1996 wirkte er zunächst als Dozent und Kustos, ab 1992 als Professor an der Musikhochschule in Dresden.
Wolfram Steude galt als einer der wichtigsten Schütz-Forscher. Der Verein „Heinrich Schütz in Dresden“ wurde im Januar 2006 unter seiner Leitung gegründet. Er wurde im Mai 2018 aufgelöst. Im Rahmen der Abteilung Musikwissenschaft baute er das Heinrich-Schütz-Archiv auf, das 1988 offiziell eröffnet wurde. Seine Forschungsarbeit umfasste die mitteldeutsche Musik und Musikpflege vom Mittelalter bis zum Barock. Außerdem engagierte er sich über lange Jahre für das Kirchenchorwerk der Evangelischen Landeskirche in Sachsen.
Er war Mitherausgeber des Schütz-Jahrbuchs.
Sein Nachlass wird in der Sächsischen Landesbibliothek – Staats- und Universitätsbibliothek Dresden aufbewahrt.